# Machine Head
För albumet av Deep Purple, se Machine Head (musikalbum).
Machine Head är ett amerikanskt heavy metal-band grundat 12 oktober 1991 i Oakland, Kalifornien. Debutalbumet Burn My Eyes gavs ut 1994 på Roadrunner Records och var fram till 1999 den debutskiva som sålts i flest exemplar på skivbolaget.

## Biografi
Machine Head bildades år 1992 i Oakland i Kalifornien, USA och slog igenom under 1990-talet. Gruppen bildades av den förre Vio-lence-gitarristen och nu ende kvarvarande originalmedlemmen Robert Flynn samt basisten Adam Duce. Tillsammans med gitarristen Logan Mader och trumslagaren Chris Kontos släpptes debutalbumet Burn My Eyes år 1994. Albumet blev hyllat och kan jämföras med Slayers album Reign in Blood och Metallicas Master of Puppets.
År 1995 lämnade Chris Kontos bandet för att arbeta med bandet Testament. Dave McClain blev ny trumslagare och uppföljaren till debutalbumet spelades in. Namnet på det nya albumet blev The More Things Change... och släpptes år 1997. Efter andra albumet släppts lämnade Logan Mader bandet. Ahrue Luster anlitades som ny gitarrist och albumet The Burning Red från år 1999 släpptes. På The Burning Red började Machine Head experimentera mer än på tidigare album. Robb Flynn använder mer rapteknik än sin sångteknik på albumet. Detta medförde att Machine Heads anhängare världen över inte var så glada över den nya stilen. Bandet anklagades av dess anhängare för att "ha sålt sig" och följt den trend som fanns i slutet av 1990-talet med nu-metal och rap metal och heavy metal
Albumet Supercharger släpptes år 2001, men försäljningssiffrorna var låga. En av orsakerna tros vara att albumet släpptes strax efter World Trade Centerkatastrofen. Musikvideon till "Crashing Around You" var bannlyst på MTV då den innehöll bilder av kollapsade byggnader. Supercharger mötte massiv kritik och turnén gick dåligt. Ahrue Luster hoppade av bandet efter turnén var avslutad. Phil Demmel, som tidigare spelat med Flynn i Vio-lence, blev ny medlem. Efter Phils inhopp blev bandet pånyttfött. Livealbumet Hellalive släpptes år 2003 och spelades in i Brixton Academy i London. Under hösten 2003 släpptes ett nytt studioalbum, Through the Ashes of Empires, i Europa. Samma albumet släpptes i USA under våren 2004 och innehöll en extralåt. Albumet lät i musiken mer som debutalbumet Burn My Eyes och albumet blev mer hyllat än någonsin. Anhängarna sa att bandet hade kommit tillbaka musikaliskt och textmässigt tack vare låten "Imperium". 11 oktober 2005 släpptes dvd:n Elegies. Dvd:n innehöll liveinspelningen från Brixton Academy i London och musikvideor till låtarna "The Blood, The Sweat, The Tears" från Hellalive, "Imperium", "Days Turn Blue to Gray" från Through the Ashes of Empires. På dvd:n finns även en dokumentärfilm om hur nära bandet var att upplösas.
2006 medverkade Machine Head med låten "Battery" på skivan Master Of Puppets: Remastered, en skiva som musiktidningen Kerrang släppte för att hylla bandet Metallica och deras 20-årsjubileum av skivan Master of Puppets.
I slutet på mars 2007 släpptes Machine Head:s sjätte studioalbum. The Blackening, som albumet heter, fick högsta betyg (10/10) i hårdrockstidningen Metal Hammer.
Machine Head var förband till Metallica under deras världsturné 2009. Bandet var bland annat förband under Metallicas två spelningar i Globen 7 mars och 4 maj. Dessutom spelade Machine Head på Sonisphere Festival sommaren 2009 tillsammans med bland andra Metallica, Meshuggah och Mastodon.

## Bandmedlemmar
Nuvarande medlemmar
- Robert Flynn – sång, gitarr (1991– )
- Jared MacEachern – basgitarr, bakgrundssång (2013– )
- Matt Alston – trummor, percussion (2019– )
- Reece Scruggs – gitarr (2024– )

Tidigare medlemmar
- Adam Duce – basgitarr (1991–2013)
- Tony Costanza – trummor (1991–1994)
- Logan Mader – gitarr (1991–1998)
- Chris Kontos – trummor (1994–1995)
- Walter "Monsta" Ryan – trummor (1995)
- Will Carroll – trummor (1995)
- Dave McClain – trummor, percussion (1996–2018)
- Ahrue Luster – gitarr (1998–2001)
- Phil Demmel – gitarr, bakgrundssång (2001, 2003–2018)
- Wacław "Vogg" Kiełtyka – sologitarr (2019–2024)

Turnerande medlemmar
- Phil Demmel – gitarr (2002)
- Brandon Sigmund – basgitarr (2007)
- Corey Beaulieu – gitarr (2007)
- Christopher Amott – gitarr (2007)
- Matt Heafy – gitarr (2007)
- Frédéric Leclercq – gitarr (2007)
- Jared MacEachern – bakgrundssång (2007)
- Robb Rivera – trummor (2008)
- Mark Castillo – trummor (2008)
- Vinnie Paul – trummor (2008; 2018)
- Chris Kontos – trummor (2019–)
- Logan Mader – gitarr (2019–)

## Diskografi
Studioalbum
- Burn My Eyes (1994)
- The More Things Change... (1997)
- The Burning Red (1999)
- Supercharger (2001)
- Hellalive (2003)
- Through the Ashes of Empires (2003)
- The Blackening (2007)
- Unto The Locust (2011)
- Bloodstone & Diamonds (2014)
- Catharsis (2018)
- Of Kingdom and Crown (2022)
- Unatoned (2025)

Livealbum
- Hellalive (2003)
- Machine F**king Head Live (2012)
- Live at Dynamo Open Air 1997 (2019)

EP
- Take My Scars (1997)
- Year of the Dragon (2000)
- The Blackening & Beyond (2007)
- The Black Procession (2011)
- B-Sides & Rarities	 (2012)

Singlar
- "Old" (1995)
- "From This Day" (1999)
- "Alcoholocaust" (2000)
- "Crashing Around You" (2001)
- "Days Turn Blue to Gray" (2004)
- "Halo" (2007)
- "Now I Lay Thee Down" (2007)
- "Locust" (2011)
- "Darkness Within" (2012)
- "Now We Die" (2014)
- "Killers & Kings" (2014)
- "Is There Anybody Out There?" (2016)
- "Die Young (Acoustic)" (2019)
- "None but My Own (Live in the Studio 2019)" (2019)
- "Do or Die" (2019)

Samlingsalbum
- Year of the Dragon: Tour Diary Japan (2000)

DVD
- Elegies (2005)